# Leptothorax tianschanicus
Leptothorax tianschanicus är en myrart som beskrevs av Yu S. Tarbinsky 1976. Leptothorax tianschanicus ingår i släktet smalmyror, och familjen myror. Inga underarter finns listade i Catalogue of Life.